# Céline Yandza
Céline Claudette Yandza, née Ekomband le 28 mai 1932 à Brazzaville et morte le 18 octobre 2013 dans la même ville, est une femme politique de la république du Congo.

## Biographie
Née le 28 mai 1932 à Brazzaville, de Moïse Eckomband et Marie Issombo Kani, elle fait ses études en Allemagne de l'Est, obtenant une licence et une maîtrise en sciences sociales.
Elle est la première présidente l'Union révolutionnaire des femmes du Congo (URFC), la branche féminine du Parti congolais du Travail (PCT). En 1968, elle fait partie du Conseil National de la Révolution (CNR).
Céline Yandza est exclue du CNR quand il a été réformé le 31 décembre 1968. Le 15 novembre 1969, elle est remplacée par Joséphine Bouanga à la tête de l'URFC, lors de la deuxième session extraordinaire du congrès de l'URFC.
Elle est ambassadrice du Congo en Guinée de 1979 à 1984, et la première femme commissaire politique dans le Niari.
Elle est l'ex-femme de Gérard Yandza, un inspecteur de l’enseignement primaire, directeur régional de l’enseignement de Brazzaville, membre du Conseil économique et social et ancien opérateur économique.
Commandeur de l'Ordre du mérite congolais, elle est sénatrice de 2002 à 2005.
Elle meurt le 18 octobre 2013 à Brazzaville et est inhumée le 29 octobre au mausolée Marien Ngouabi de Brazzaville.